# Karel Růžička
Karel Růžička (11 maggio 1909 – ...) è stato un bobbista cecoslovacco.

## Biografia
Viene ricordato come vincitore di una medaglia d'argento nella sua disciplina, ottenuta ai campionati mondiali del 1935 (edizione tenutasi a Innsbruck, Austria) insieme al connazionale Josef Lanzendörfer. Nell'edizione l'oro andò alla Svizzera, il bronzo alla squadra italiana.